# Furor Teutonicus
Furor Teutonicus (teutonski bijes) je latinski izraz koji se odnosi na poslovičnu svirepost   Teutonaca, ili općenito, germanskih plemena, u razdoblju rimskog carstva.
Izvorni izraz se obično pripisuje rimskom pjesniku Marku Aneju Lukanu. To se pojavljuje po prvi put u njegovom radu Bellum civile / Pharsalia. Lukan koristi izraz kako bi opisao ono što on vjeruje da je izvanredna karakteristika germanskog plemena zvanog Teutonci: ludilo, nemilosrdnost i luđački bijes u borbi.
Teutonci su se susreli s vojskama Rimskog Carstva u istočnim Alpama oko godine 113. godine prije Krista. Rimljani, pod zapovjedništvom konzula Papirija Karbona, pokušali su ih namamiti u zamku, ali su podcijenili njihove vojne potencijale i izgubili su bitku kod Noreja. Rimljani su također izgubili bitku kod Arausija (105 pr. Kr.) i druge manje bitke, prije postavljanja Gaja Marija za njihovu obranu. 
Teutonci su poraženi godine 102. prije Krista, ali druga germanska plemena ostala su briga za Rimsko Carstvo sve do njegova potpunog raspada .Rimska vojska je poražena u bitci u Teutoburškoj šumi pri čemu su potpuno uništene tri rimske legije  (između 20.000 i 30.000 ljudi) zbog čega su uslijedile rimske odmazde. 